# Соляная шахта в Турде

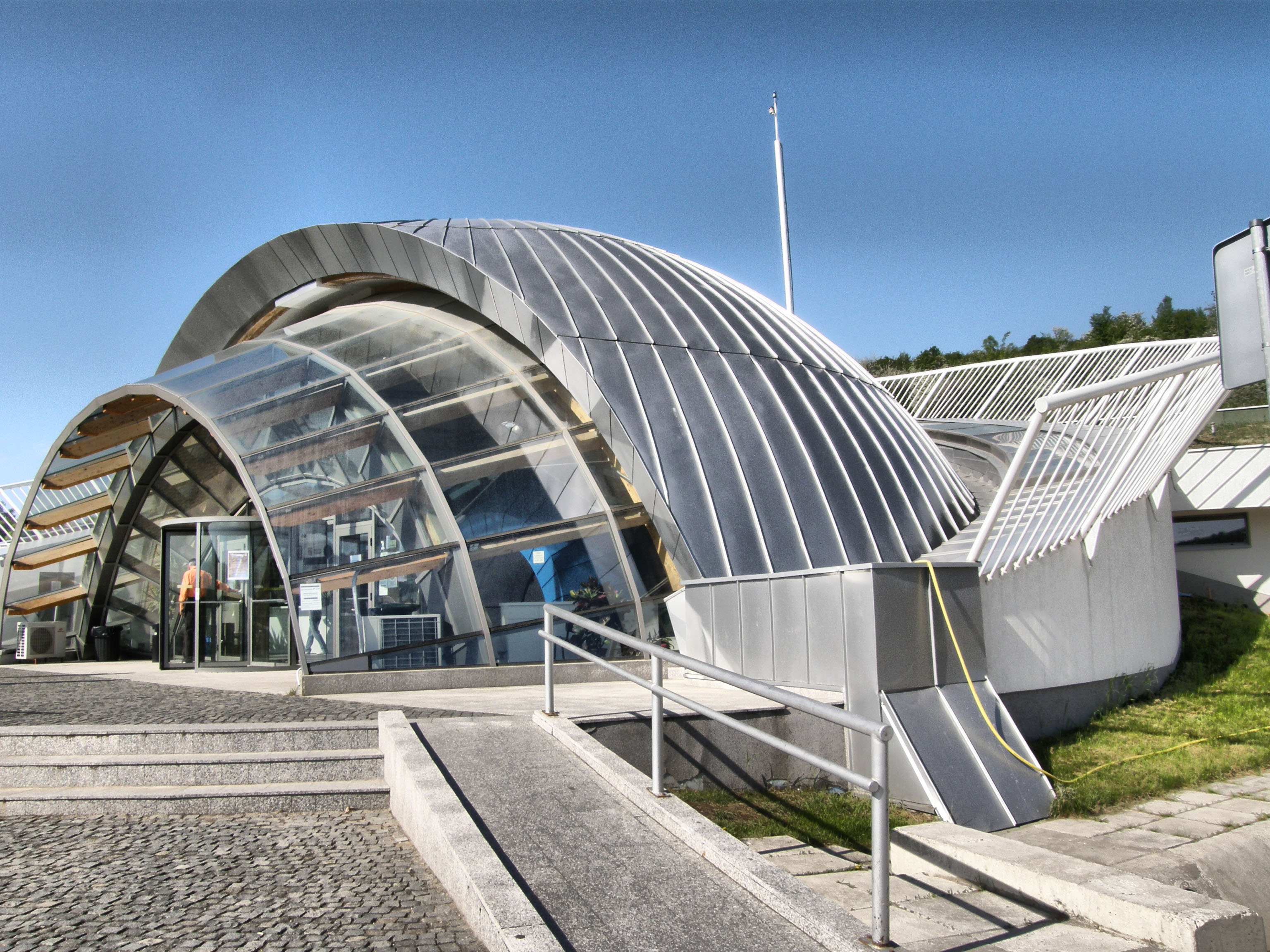
Вход в соляную пещеру

Соляные рудники (рум. Salina Turda) в трансильванском городе Турда (Торенбург) — одно из древнейших мест добычи соли в Румынии.
Археологические раскопки свидетельствуют, что добыча соли в этой местности осуществлялась еще до прихода римлян. А римляне вели разработку соли только на поверхности, они копали ямы, чаще всего глубиной до 15 метров, добывали из нее соль, оставляли яму и переходили к следующей. Таким образом образовались соляные озера. Чтобы обезопасить соляной родник, римляне разместили неподалёку каструм Потаисса. После ухода римлян из Дакии и до XI века сведений о разработке соли в этой местности нет.

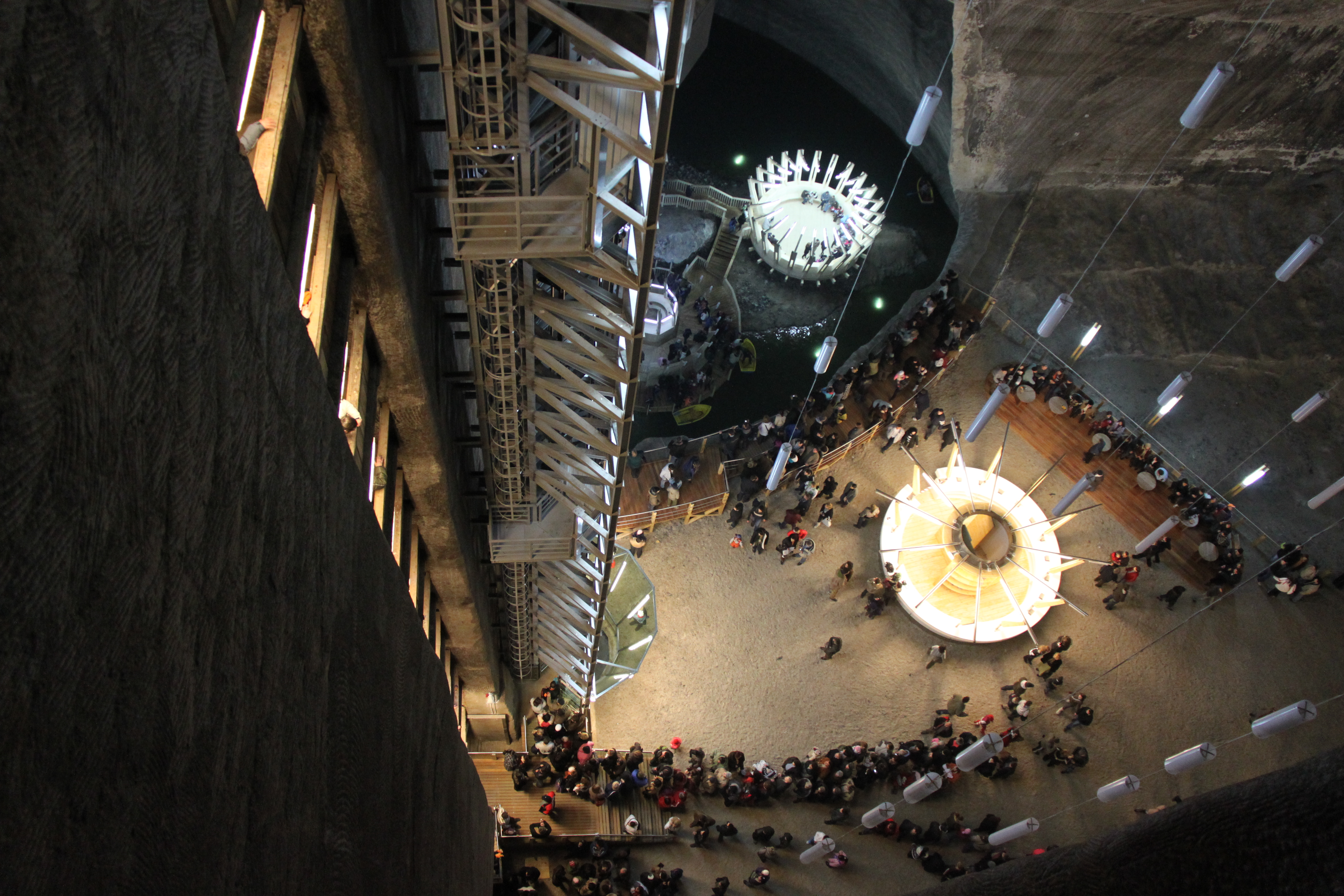
Соляная шахта

Первый документ  Трансильвании, в котором упомянута соляная шахта Турда (Torda),  был выдан венгерской королевской канцелярией в 1075 году. А первый документ о соляной шахте в Турде издан 1 мая 1271 также венгерской королевской канцелярией. Этим актом король провозглашал себя владельцем соляных рудников Торенбурга. Впоследствии привилегии на использование соляной шахты были также предоставлены бургомистру города Эстергом и епископу Алба-Юлии и Трансильвании. В соледобыче были заняты не только вольные люди, но и заключённые.

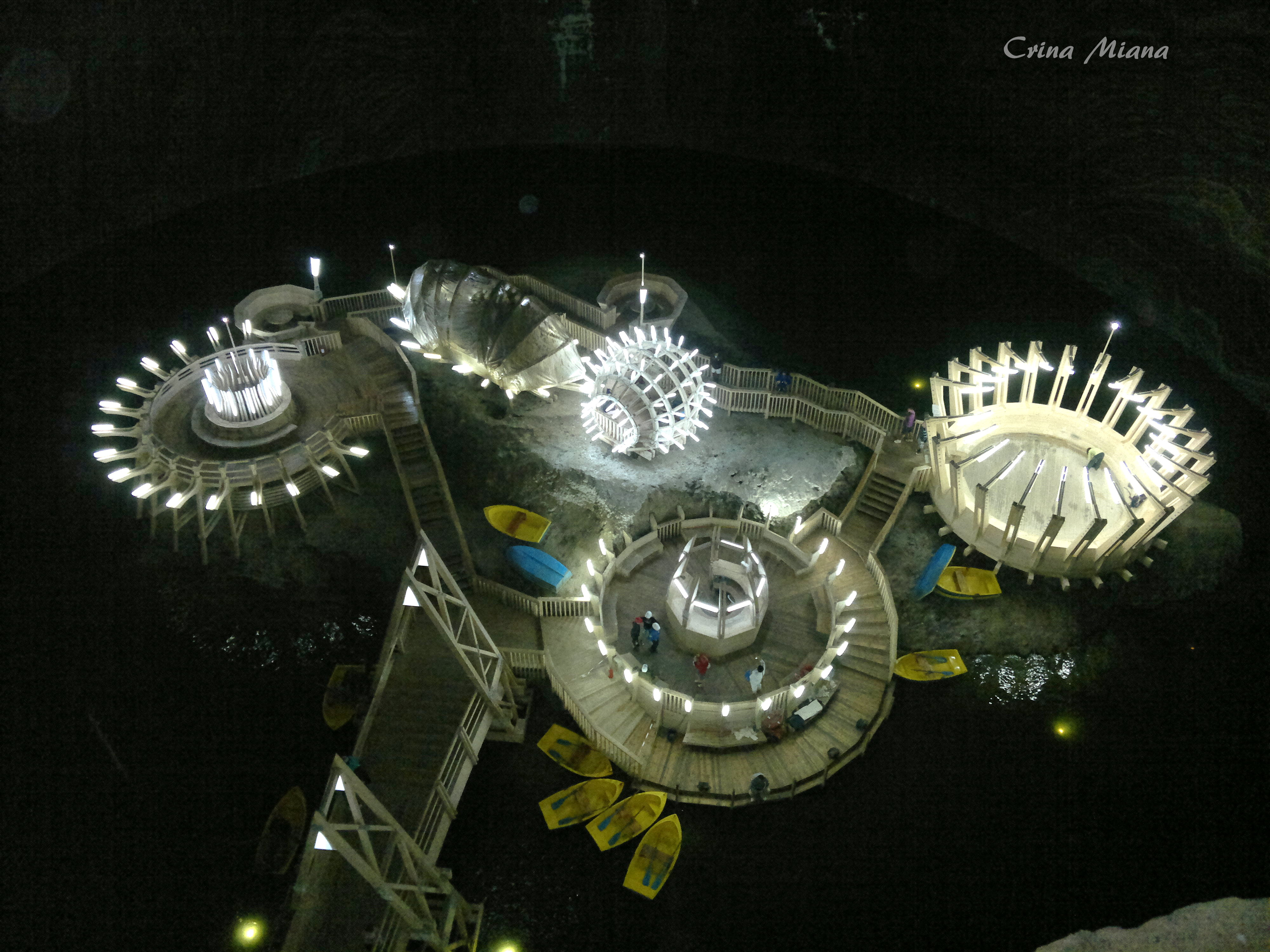
Подземное озеро

Важность рудника сильно выросла с началом Промышленной революции, когда понадобилось его расширение. Рудник был изначально одним из важнейших в Трансильвании, но начал снижать добычу после 1840 года из-за постоянного роста конкуренции со стороны соляной шахты в Окна-Муреше. До 1862 года добывали только из трёх старых штолен («Иосиф», «Весы» и «Антоний»). Тогда же добыча соли в штольне «Антония» на глубине 108 метров была остановлена из-за высокой инфильтрации глины на месторождении. Кроме того, большой проблемой была транспортировка соли из рудников на склады в Новой Турде. Для того, чтобы сократить расходы и время на перевозку, в 1853 году было принято решение о строительстве транспортной галереи к Новой Турде. Названо это сооружение было в честь императора Франца-Иосифа.
Добыча соли в соляной шахте Турда прекратилась в 1932 году из-за низкого качества технического оснащения и сильной конкуренции со стороны других трансильванских рудников. В 2011 году Румыния занимала 12-е место в мире по добыче соли, производство составило 2500000 тонн. Соляная шахта Турда была заново открыта в 1992 году для туристического посещения, а также как оздоровительный центр.
На средства Евросоюза в 2009 году прошли работы по реконструкции соляной шахты. Теперь здесь есть лечебные залы, амфитеатр, спортивные залы (настольный теннис, боулинг, мини гольф, бильярд), «колесо обозрения» с которого можно полюбоваться соляными сталактитами. Главная достопримечательность — подземное озеро, на котором предлагается поплавать на лодках. Температура воздуха в шахте 11-12 градусов, а влажность в разных залах 73-80 %

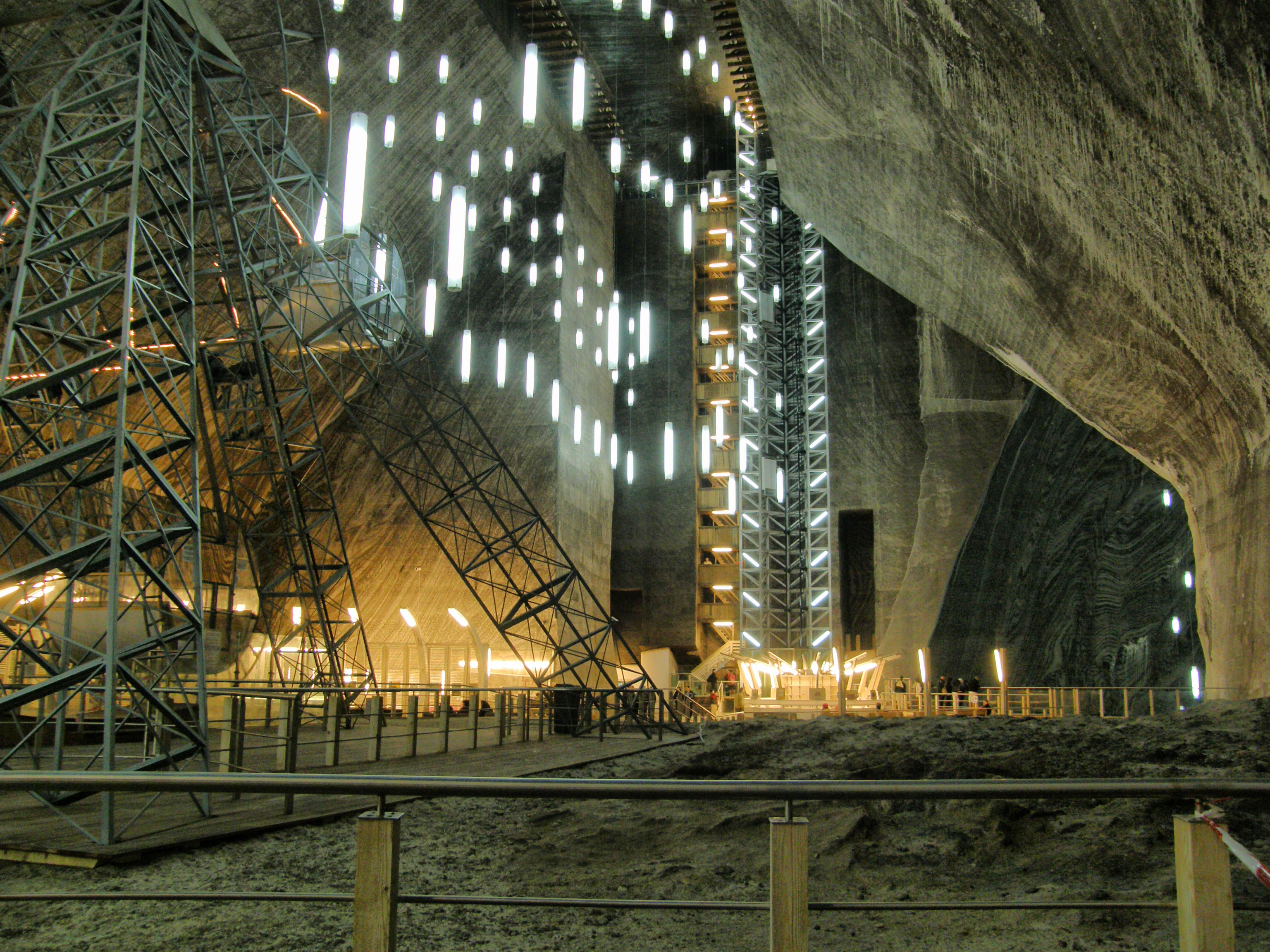
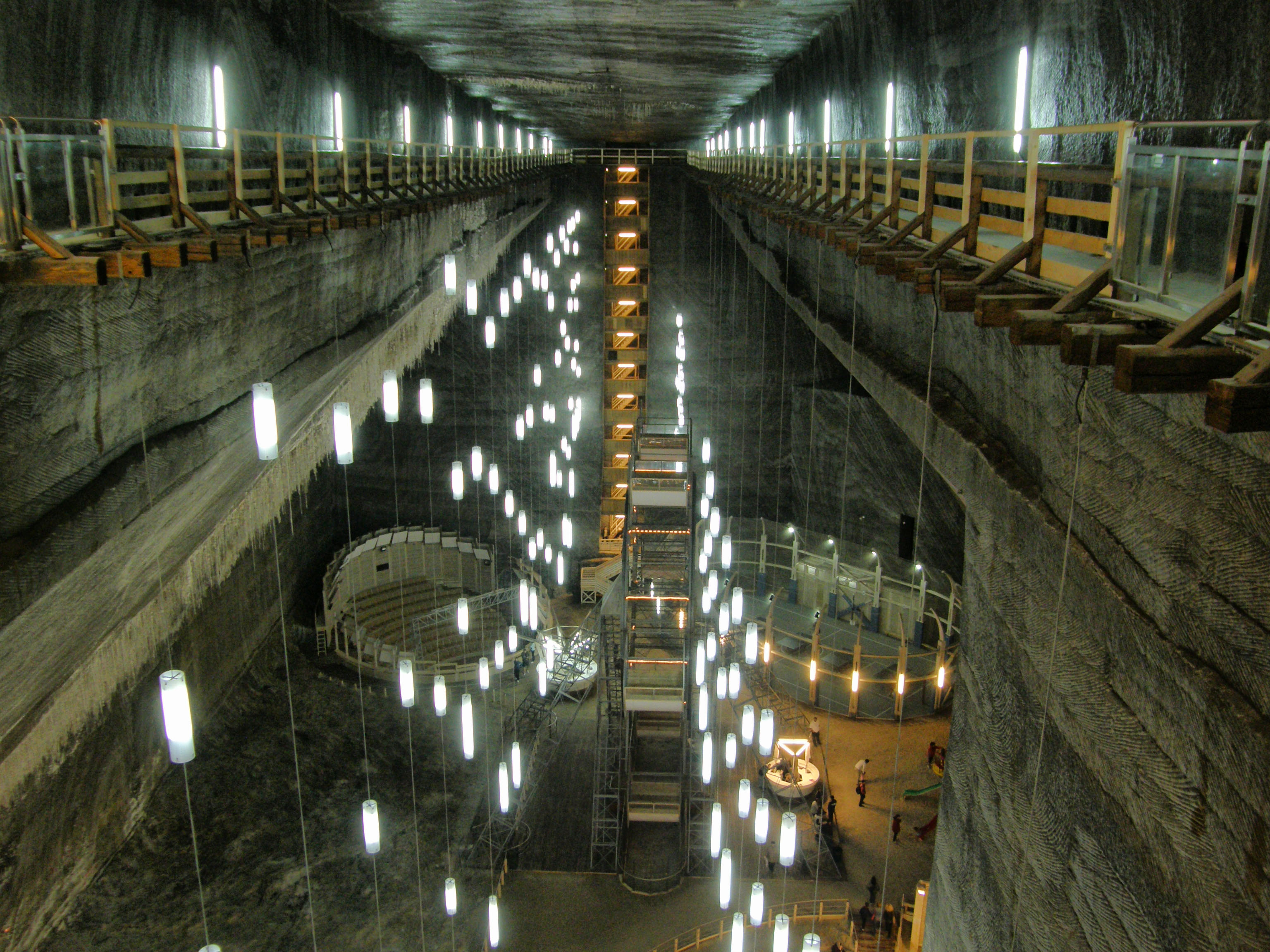
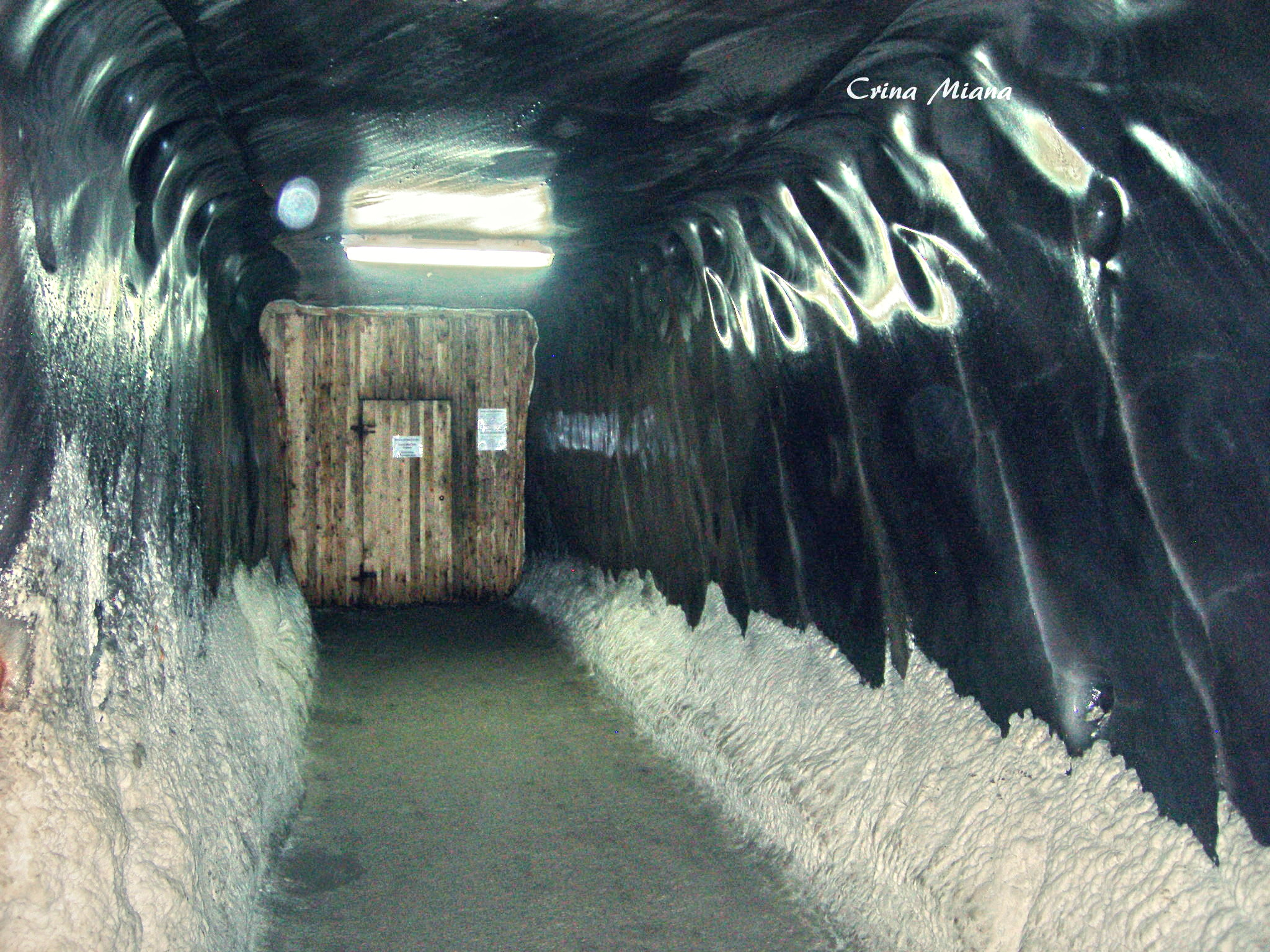
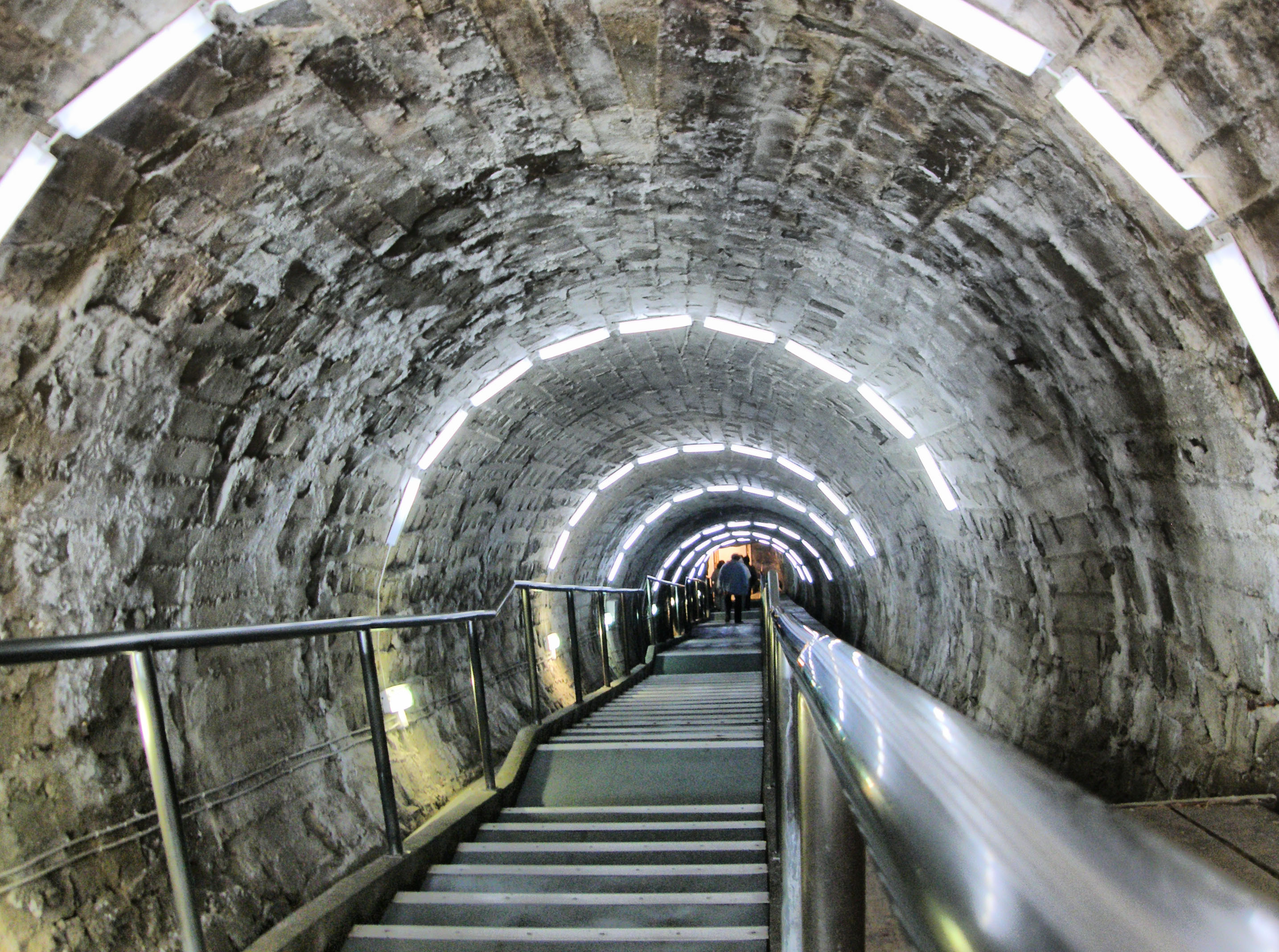
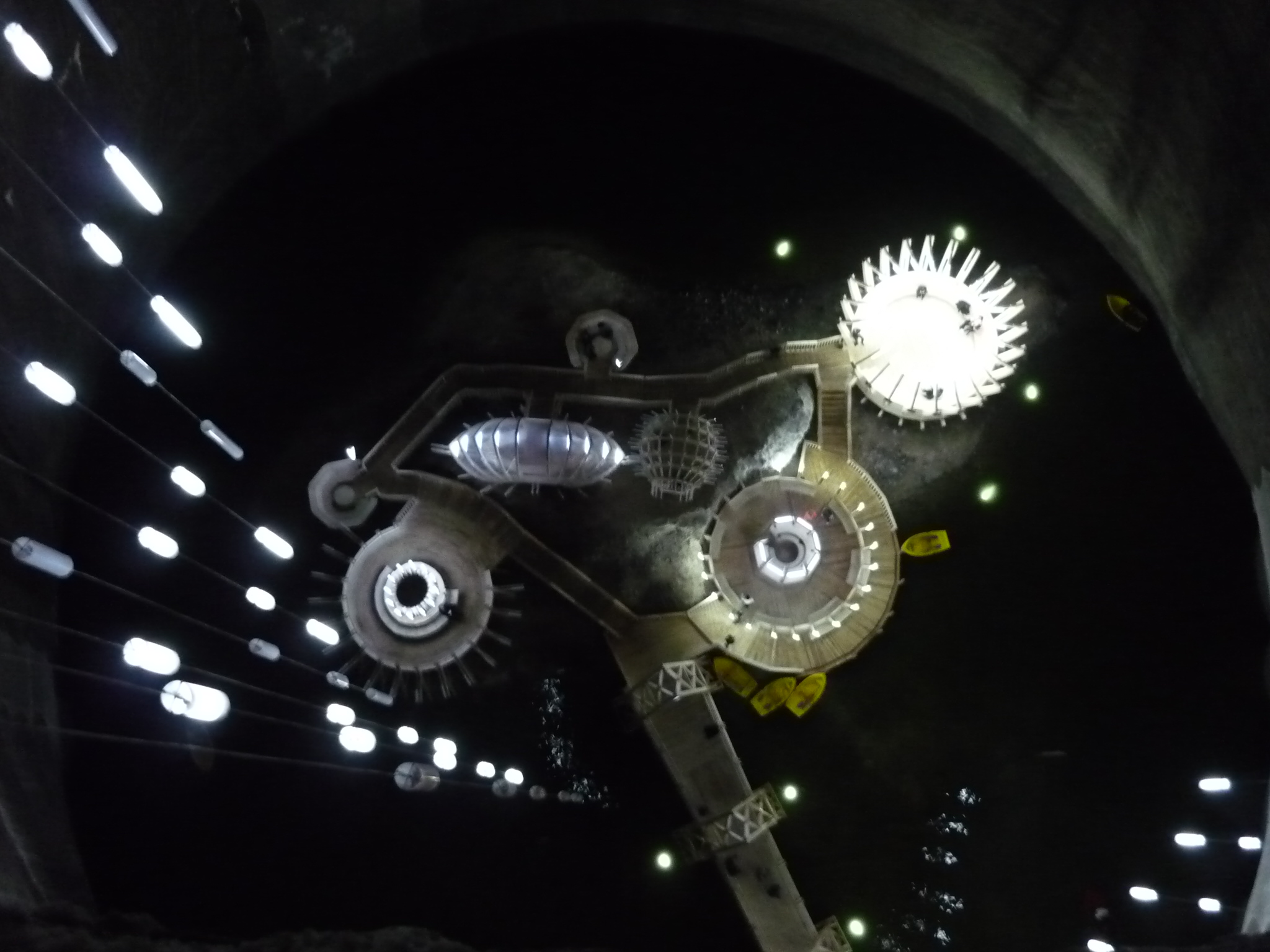
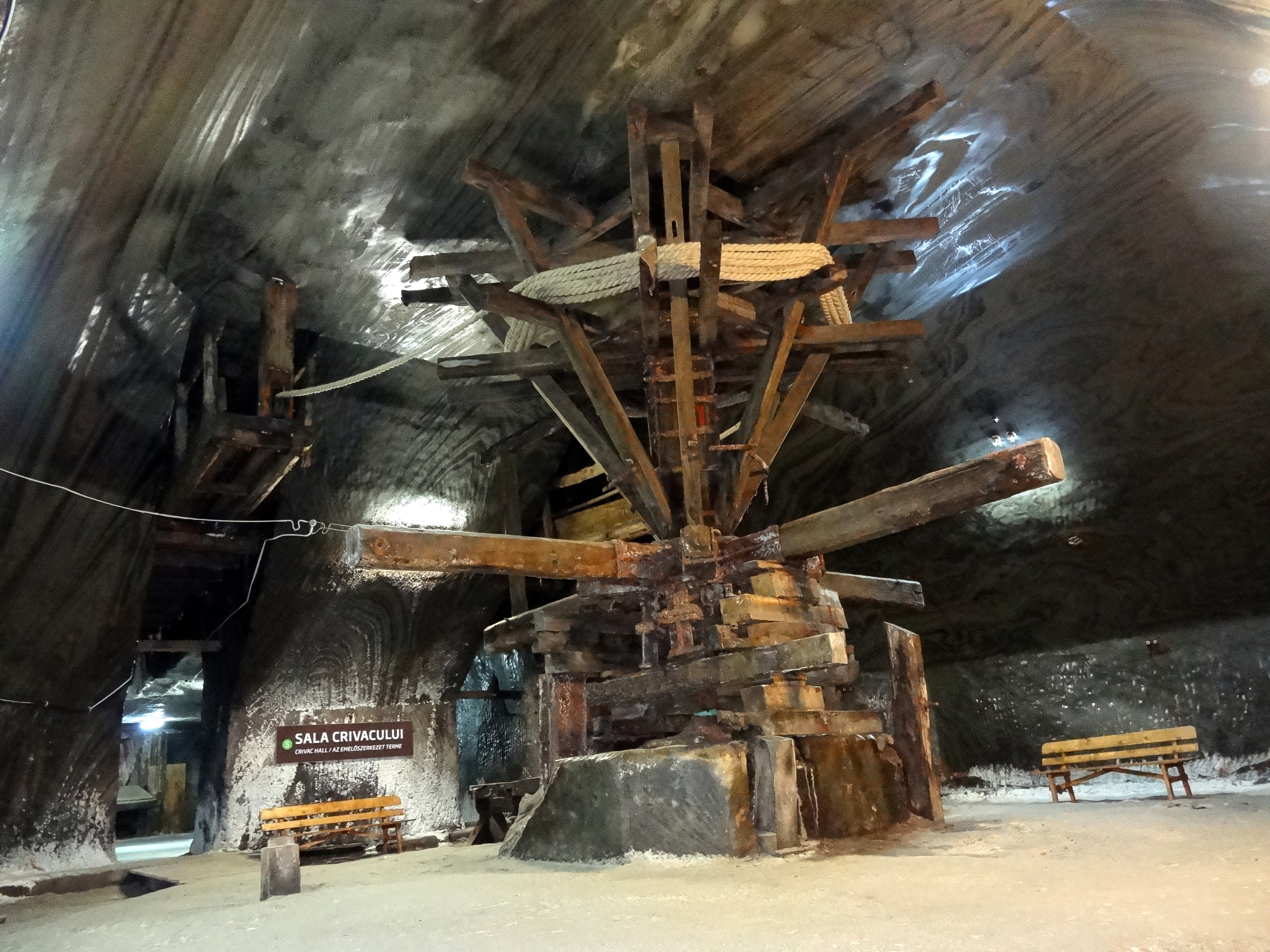